# Boekenmolen

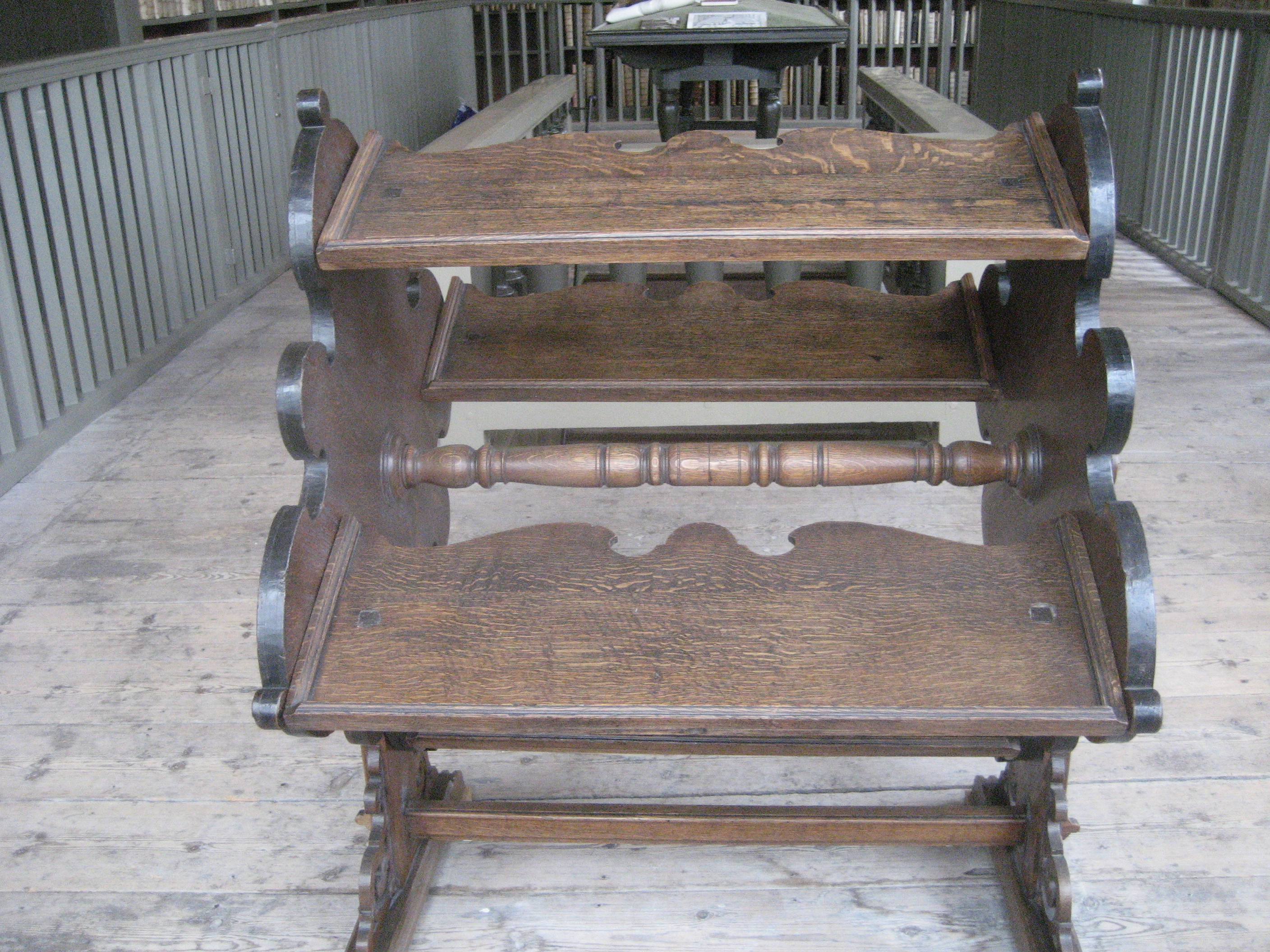
Boekenmolen in Bibliotheca Thysiana (Leiden)

De boekenmolen (Vlaams ook wel: boekenwiel) is een roterende boekoplegger die zodanig is ontworpen dat de gebruiker meerdere grote boeken tegelijk kan bekijken zonder zichzelf of de boeken te hoeven verplaatsen. De boeken worden verticaal gedraaid, met een beweging zoals bij een watermolenrad. Het ontwerp voor de boekenmolen is voor het eerst gepubliceerd in 1588 in een boek van de Italiaan Agostino Ramelli. Boekenmolens worden niet meer gemaakt of gebruikt. Er zijn veertien exemplaren overgeleverd, waaronder een in Gent (Universiteitsbibliotheek) en een in Leiden (Bibliotheca Thysiana).

## Ontwerp

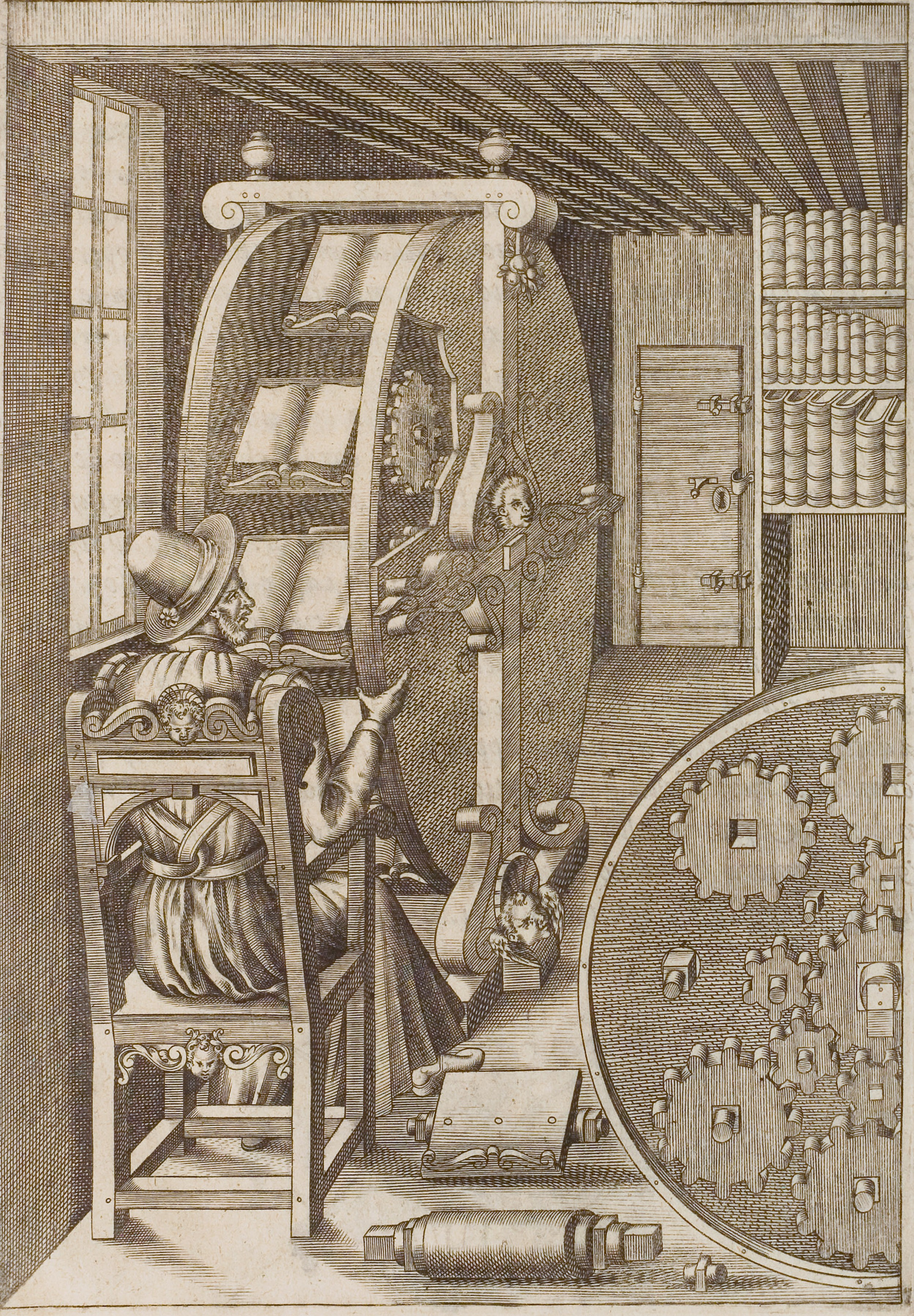
Boekenmolen
(Agostino Ramelli, 1588)

Het ontwerp van de boekenmolen is ingenieus: de boeken blijven in dezelfde hoek liggen terwijl het gevaarte ronddraait. Dit was vroeger met name handig bij het gelijktijdig bekijken en vergelijken van een aantal boeken van groot formaat, bijvoorbeeld bij het bestuderen van verschillende taalversies van de Bijbel. In moderne literatuur wordt de boekenmolen wel de "Kindle van de zestiende eeuw" genoemd.

## Exemplaren

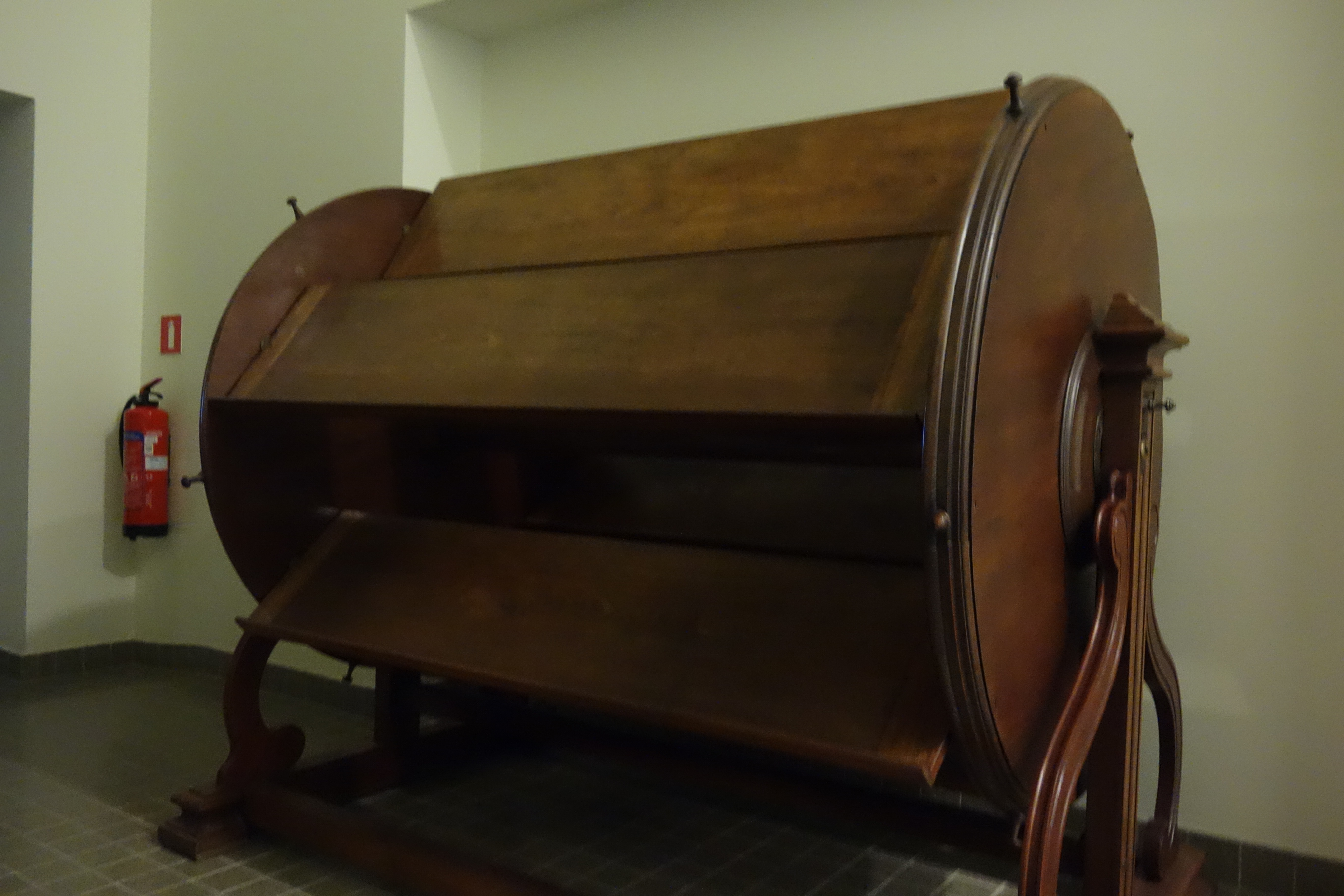
Boekenmolen in Gent

De boekenmolen had een complex ontwerp en was daarom een kostbare aanschaf. De Nederlandse dichter-drost P.C. Hooft zag in 1630 van aanschaf af, toen hij hoorde dat de boekenmolen hem 50 guldens (ongeveer drie modale maandsalarissen) zou kosten. De Franse schrijver Victor Hugo had tot 1852 wel een exemplaar in huis, waarschijnlijk afkomstig uit een benedictijnenklooster of kathedraal. Van de tientallen boekenmolens die in de 17e en 18e eeuw gebouwd zijn, waren er anno 2017 nog 14 over: in Gent, Hamburg, Klosterneuburg, Krakau, Lambach, Leiden, Napels (2), Parijs, Praag (2), Puebla, Wernigerode en in Wolfenbüttel.

## Trivia
- De term "boekenmolen" wordt ook wel gebruikt voor een boekenkastje met aan vier zijden boeken dat om een verticale as kan draaien.
- Diverse openbare bibliotheken in Nederland en Vlaanderen, zoals die van Sint-Jans-Molenbeek en Wateringen voeren het woord "boekenmolen" in hun naam.

## Publicaties (selectie)
- John Considine: 'The Ramellian Bookwheel'. In: Erudition and the Republic of Letters, 2016, 1: 4, 381–411
- E. Hanebutt-Benz: Die Kunst des Lesens. Lesemöbel und Leseverhalten vom Mittelalter bis zur Gegenwart.  Frankfurt a. M., Museum für Kunsthandwerk, 1985. ISBN 3-88270-026-2
- M. Boghardt: 'Das Wolfenbuetteler Bücherrad'. In: Museum, April 1978, 58-60.
- Martha Teach Gnudi & Eugene S. Ferguson:  Ramelli's ingenious machines. The various and ingenious machines of Agostino Ramelli (1588). Baltimore, Johns Hopkins University Press, 1976. ISBN 0-85967-247-6 (Repr. 1987 & 1994)
- Bert S. Hall: 'A revolving bookcase by Agostino Ramelli'. In: Technology and culture, 11 (1970), 389-400.
- M. von Katte: 'Herzog August und die Kataloge seiner Bibliothek In: Wolfenbuetteler Beiträge, 1 (1972), 174-182.
- A.G. Keller: A theatre of machines. London, Chapman and Hall, 1964.
- John Willis Clark: The care of books. An essay on the development of libraries and their fittings, from the earliest times to the end of the eighteenth century. Cambridge, Cambridge University Press, 1901.  [Repr. Cambridge 2009: ISBN 9781108005081]
- Agostino Ramelli: Le diverse et artificiose machine. Composte in lingua Italiana et Francese. Paris, 1588 (Repr.: Franborough, Hants, 1970) Google Books